# Fainé
|  | Per a altres significats, vegeu «Isidre Fainé». |

La fainé (lígur: fainâ, italià: farinata) és un plat típic de la província de Sàsser en particular a Sàsser i a l'Alguer i a la zona de Carloforte, originat durant la dominació genovesa. Formes semblants amb noms diferents se poden trobar també a Toscana, Piemont i Sicília. És fet a força de farina de cigrons, aigua, oli d'oliva, sal i pebre. cuita en un plat de forn de coure estanyat en un forn de llenya. Se pot menjar plana, ben calenta o en les variants amb formatge gorgonzola, ceba, salsitxa sarda, albergínia, carabasseta, anxoves, carxofes, etc. S'hi pot també afegir pebre. Hi ha també una variant que es fa amb farina de blat, farina de cigrons, sal, aigua, oli i pebre que es diu fainá de Savona.

## Orígens
El plat és originari de Gènova, i molt típic de Ligúria i Toscana (Pisa i Liorna) (Itàlia). A Itàlia se la hi coneix com a farinata, cecina o coca di ceci. Després es va escampar la seva preparació cap al Piemont i els immigrants italians van viatjar amb els seus costums fins a les pizzeries del Río de la Plata, a Buenos Aires i a Montevideo, on sol consumir-se acompanyant la pizza.

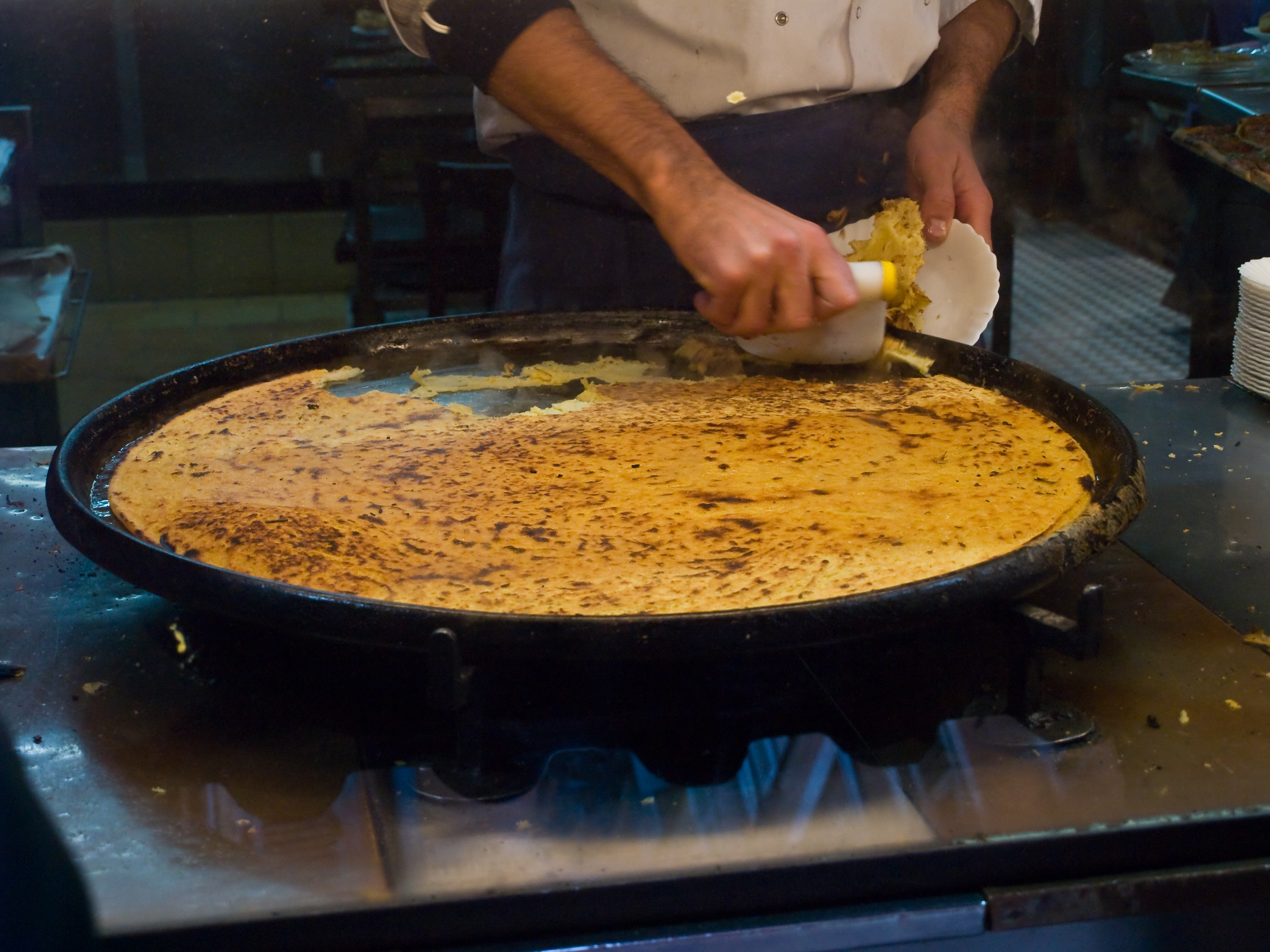
Socca a Niça

També se l'hi serveix amb formatge mozzarella, orenga, all i julivert entre moltes variants pròpies de cada establiment gastronòmic. Al nord d'Àfrica, al Marroc, la col·lectivitat sefardí anomena calentita un plat igual a la fainé genovesa. La calentita és el plat nacional de Gibraltar, on va ser adoptada al segle xvii per causa de la presència d'una nombrosa comunitat genovesa a la ciutadella, o per ventura amb els lligams comercials amb la Barbaria, on es menja un plat molt similar amb el nom de karantita. A Niça se la coneix com a socca i com a fainé a Sàsser (Sardenya), on és plat típic.

## La fainá a Buenos Aires

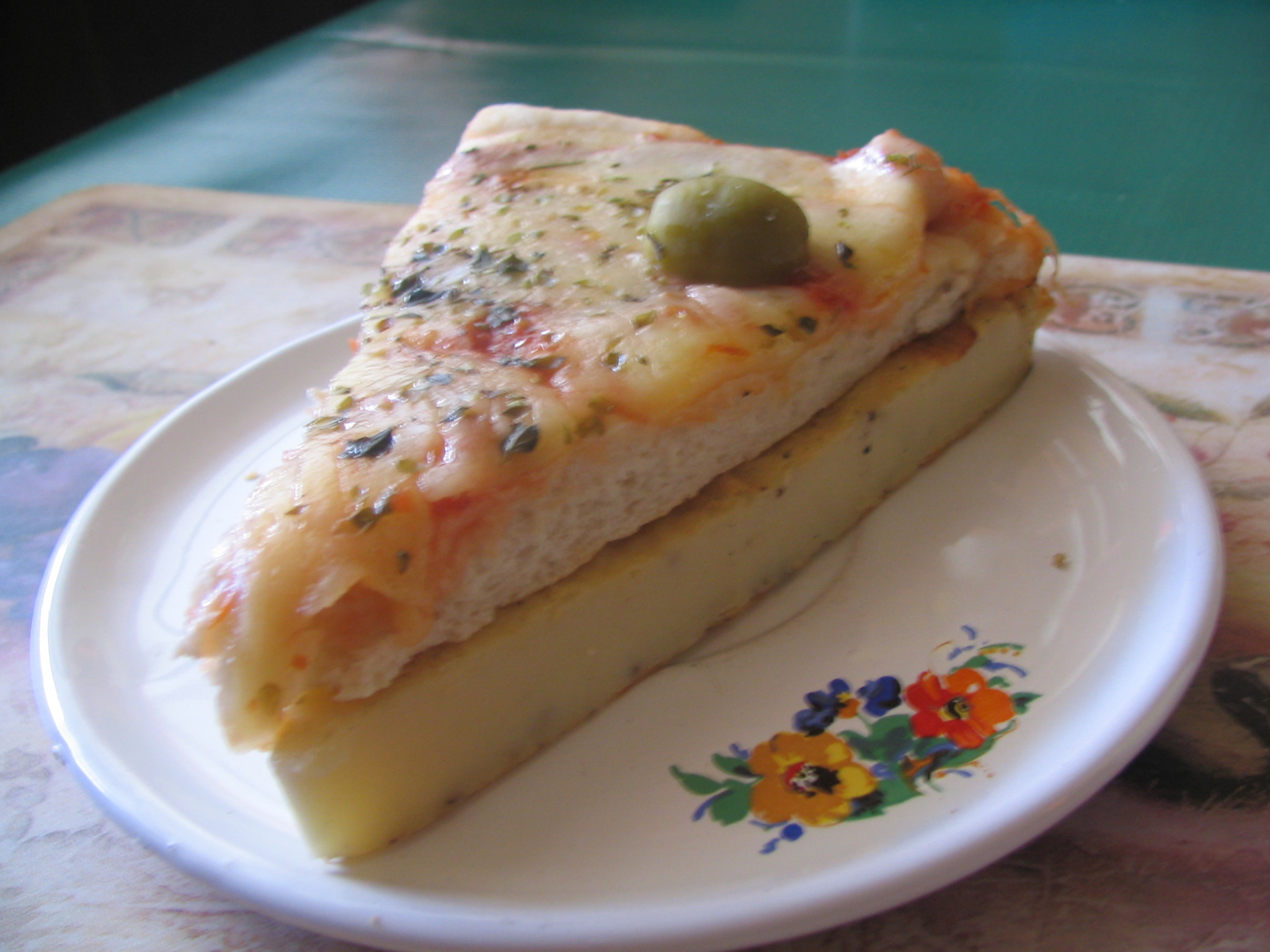
La fainá sota d'una porció de pizza.

La fainé, portada per immigrants genovesos a la primeria del segle xx, és un plat característic de la gastronomia de l'Argentina.
A Buenos Aires, es ven a diverses pizzeries tradicionals. És molt comú menjar-la acompanyada d'una porció de pizza («Pizza a caballo»).

## El fainá a Uruguai
A Uruguai, fainá és una paraula masculina.
La història del fainá a Uruguai es remunta a 1915, quan els Guido, dos germans piemontesos van arribar a Montevideo, portant en les seves maletes la recepta tradicional de la farinata, coneguda col·loquialment com a fainá. Els principals molins ofereixen al comprador envasos de farina de cigró ja preparada per a l'elaboració casolana i ràpida del fainá. La pizza, el fainá i el chivito són les tres menges de tipus fast food nacionals que formen part de la gastronomia de l'Uruguai. El 27 d'agost se celebra el dia del fainá.

## Recepta
La fainá té diverses formes de preparar-se i una infinitat de receptes. Les més comunes parlen d'unir els ingredients, deixar-los reposar i després cuinar-los en un forn a més de 180 graus entre 30 i 45 minuts. La recepta bàsica de fainá consisteix a barrejar 1/4 en pes de farina de cigrons i 3/4 en pes d'aigua, sal i pebre a gust, la qual cosa reïx en una massa gairebé líquida a la qual s'afegeix oli i després és enfornada fins que se solidifica.